# Quassie van Timotibo

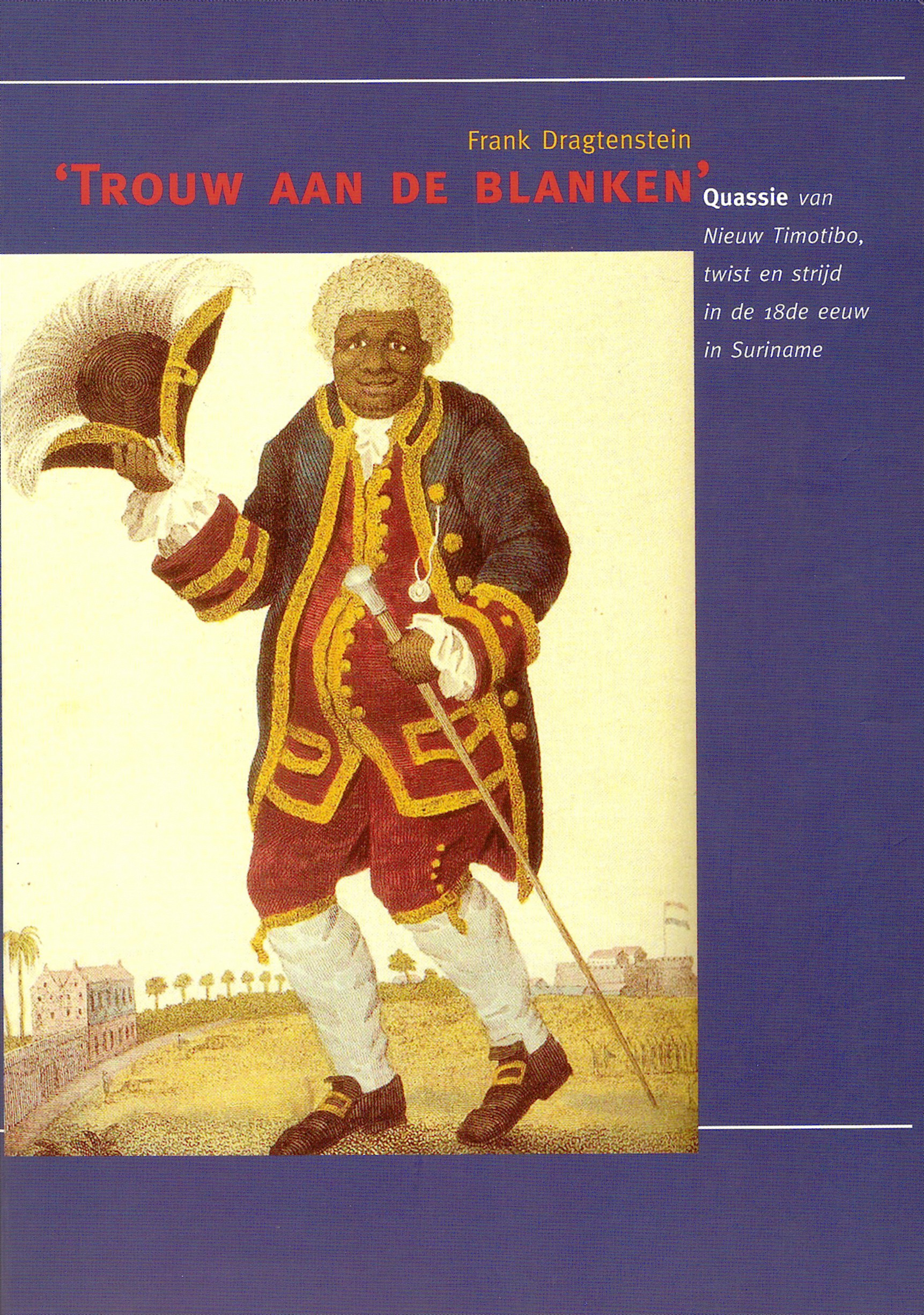
Portada del estudio realizado por Frank Dragtenstein sobre Quassie van Timotibo.

Quassie van Timotibo (Guinea, África Occidental, 1692 - Paramaribo, Guayana Neerlandesa, 12 de marzo de 1787) fue un experto en hierbas del siglo XVIII, además ganó fama e infamia como el cazador negro de los esclavos que escapaban de la colonia de Surinam.

## Biografía
Van Timotibo fue un "esclavo de agua salada", ya que había nacido en África, provenía de la costa de Guinea y fue enviado a Surinam a fines del siglo XVII, donde fue esclavo en la plantación de "New Timotibo" en Perica. Se destacó como lukuman (vidente) y conocedor de los idiomas caribe y arahuaca. También tenía un vasto conocimiento de las hierbas y descubrió la Quassia-amarga o kwasibita (Quassia Amara) una hierba con propiedades antifebriles que luego sería estudiada por Linneo. 
En 1730 se le otorgó una placa de pecho dorada con la inscripción "Quassie, leal con los blancos". El gobernador Mauricius consideraba que Quassie "tenía una mente demasiado desarrollada" como para realizar trabajo de esclavo, y gestionó lo transfirieran a la ciudad. Desde allí desempeñó un importante rol en la detección de esclavos fugitivos. En 1776 viajó a los Países Bajos, donde fue recibido por el gobernador. 
El capitán escocés J.G. Stedman lo llamaba Granman Quassie ("Gran Jefe Quassie").